# 浜名湖サービスエリア
浜名湖サービスエリア（はまなこサービスエリア）は、静岡県浜松市浜名区三ヶ日町佐久米にある東名高速道路のサービスエリアである。
高速バス停留所の浜名湖バスストップを併設している。

## 概要

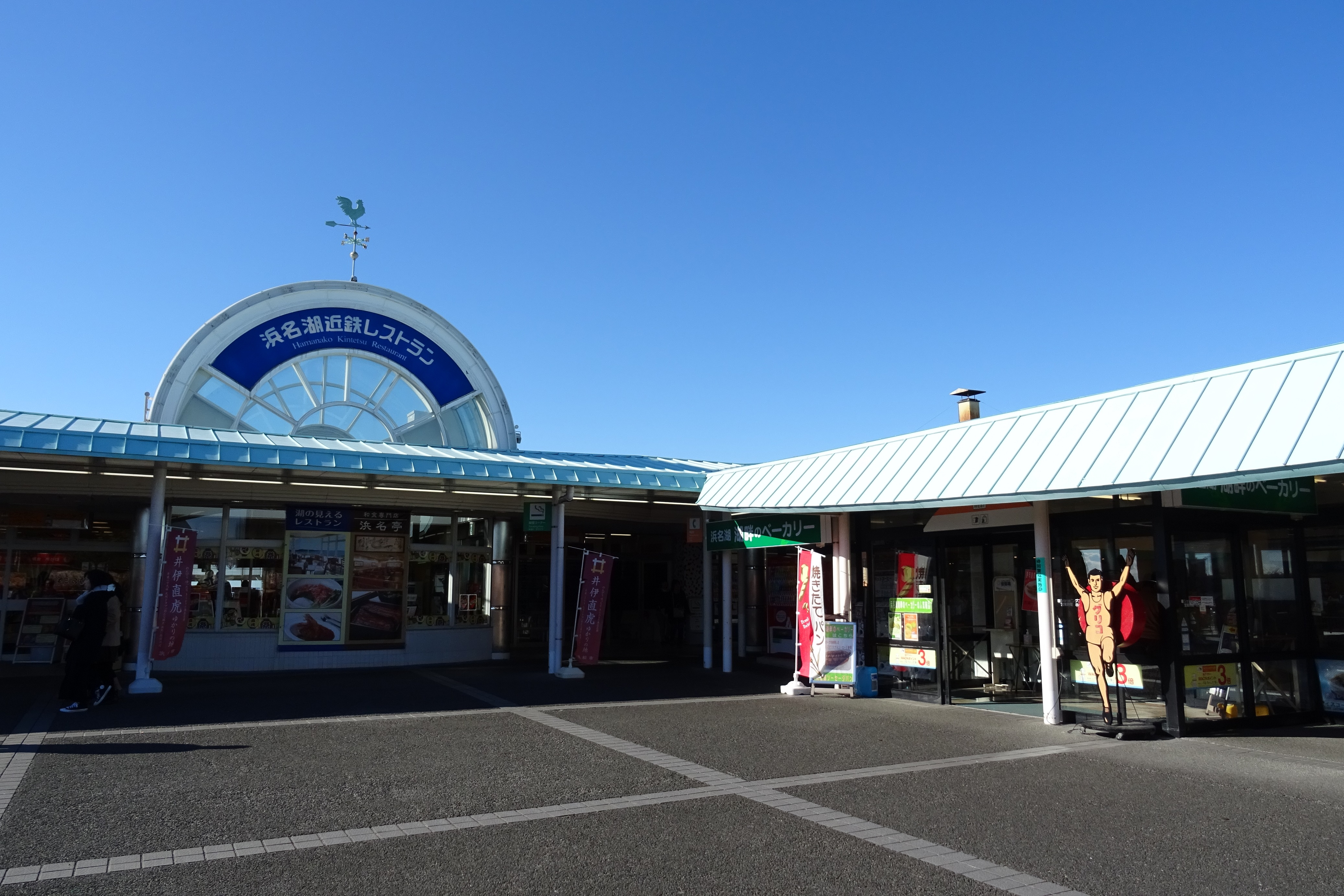
西館施設

駐車場・ガソリンスタンド・バス停留所を除き、東京方面・名古屋方面の上下線で施設を共有する集約型の形態をとっている。これは地形上の制約のほかに、浜名湖の眺望性を考慮した結果である。東名高速道路随一の景勝地にあり、浜名湖に突き出た半島に設けられている。
浜名湖と隣接することから、敷地内には湖を一望する遊歩道を有している。
1960年代には、浜名湖サービスエリアを利用する上り線と下り線の利用者が申し合わせて通行券を交換する不正利用が盛んに行われていた。1970年（昭和45年）11月11日、道路公団は不正利用を防止するためサービスエリア内に補助料金所を設置し、通行券のチェックを行い始めた。この補助料金所は、1980年代に全車両をチェックする豊橋本線料金所へと発展した。
2014年（平成26年）3月21日から日本の高速道路のサービスエリアとしては初となる遊覧船の商業運行が開始されることになった。
2019年（令和元年）12月5日に、『EXPASA浜名湖』としてグランドオープンをした。東名高速道路では4つ目のEXPASAとなった。

## 道路
- E1 東名高速道路

## 施設
2019年（令和元年）5月よりリニューアル工事を開始、その後段階的にリニューアルオープンし、同年12月5日に『EXPASA浜名湖』としてグランドオープン。
敷地内の休憩施設は、上り線側の『西館』、下り線側の『東館』、『レストラン館』の三つに大別され、東館施設については24時間営業となっている。レストラン運営は近鉄リテーリングが行っている。
- トイレ(上下線共通)
  - 男性 大36(和式0器・洋式36器)・小32器

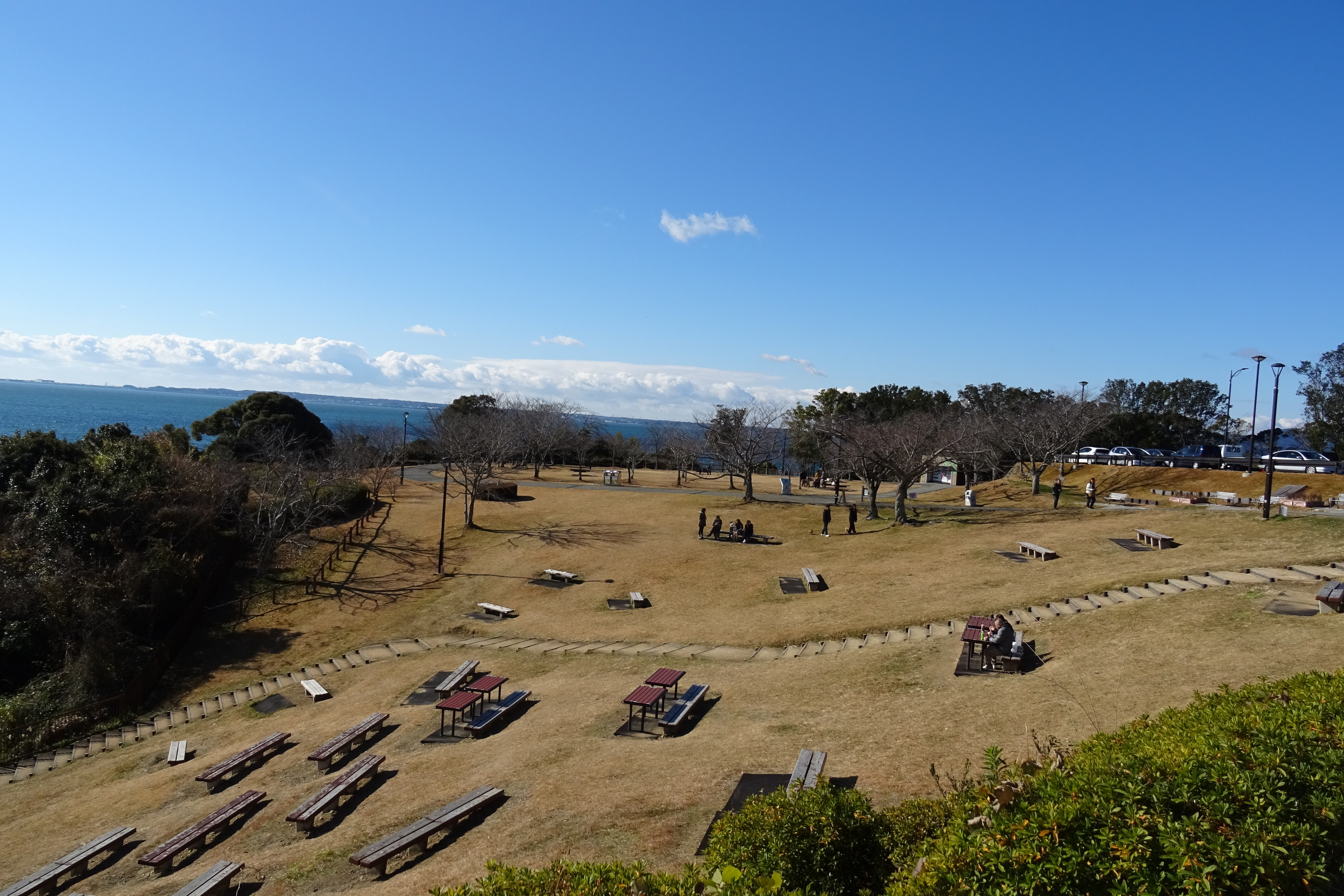
隣接する広場

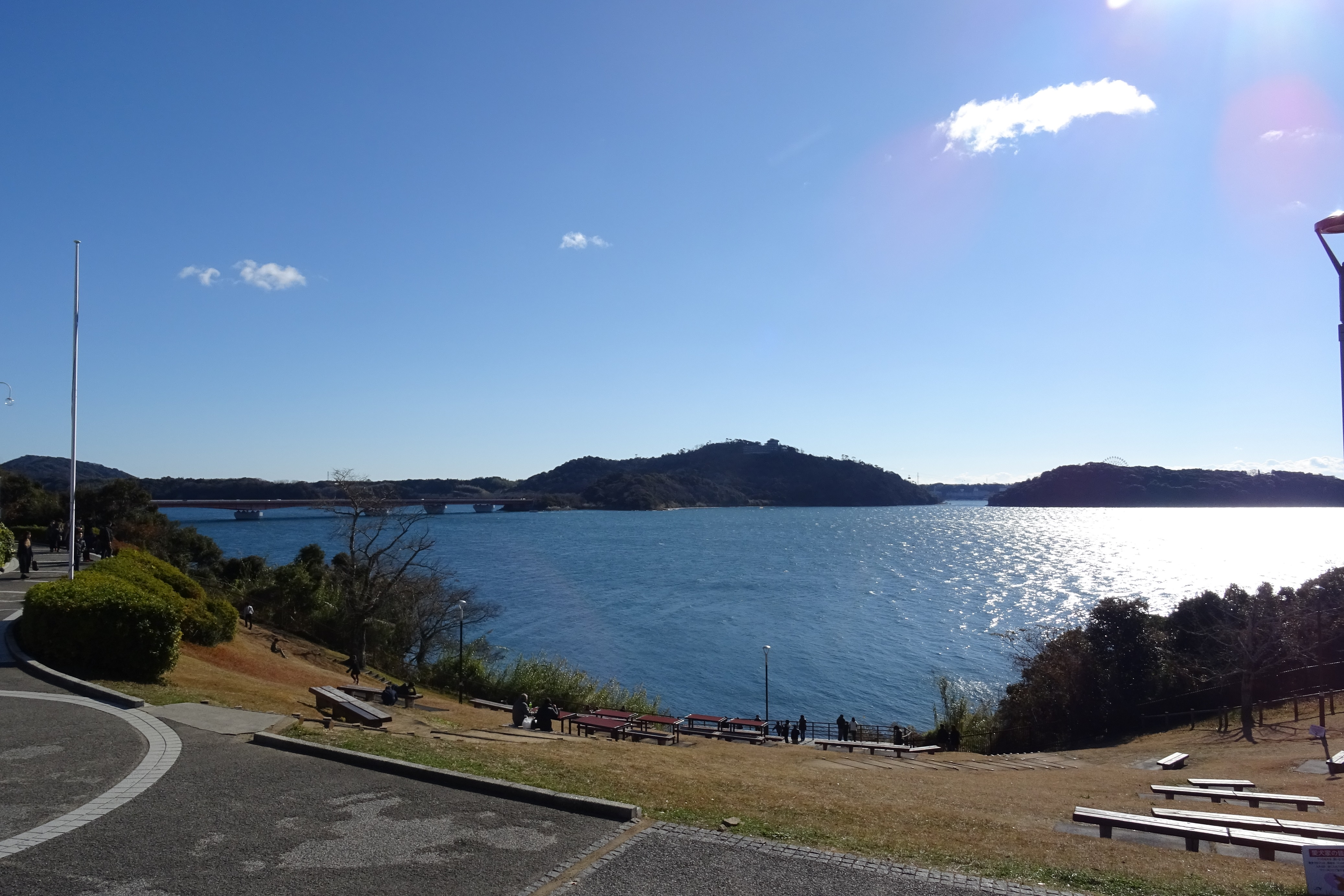
サービスエリアから見る浜名湖

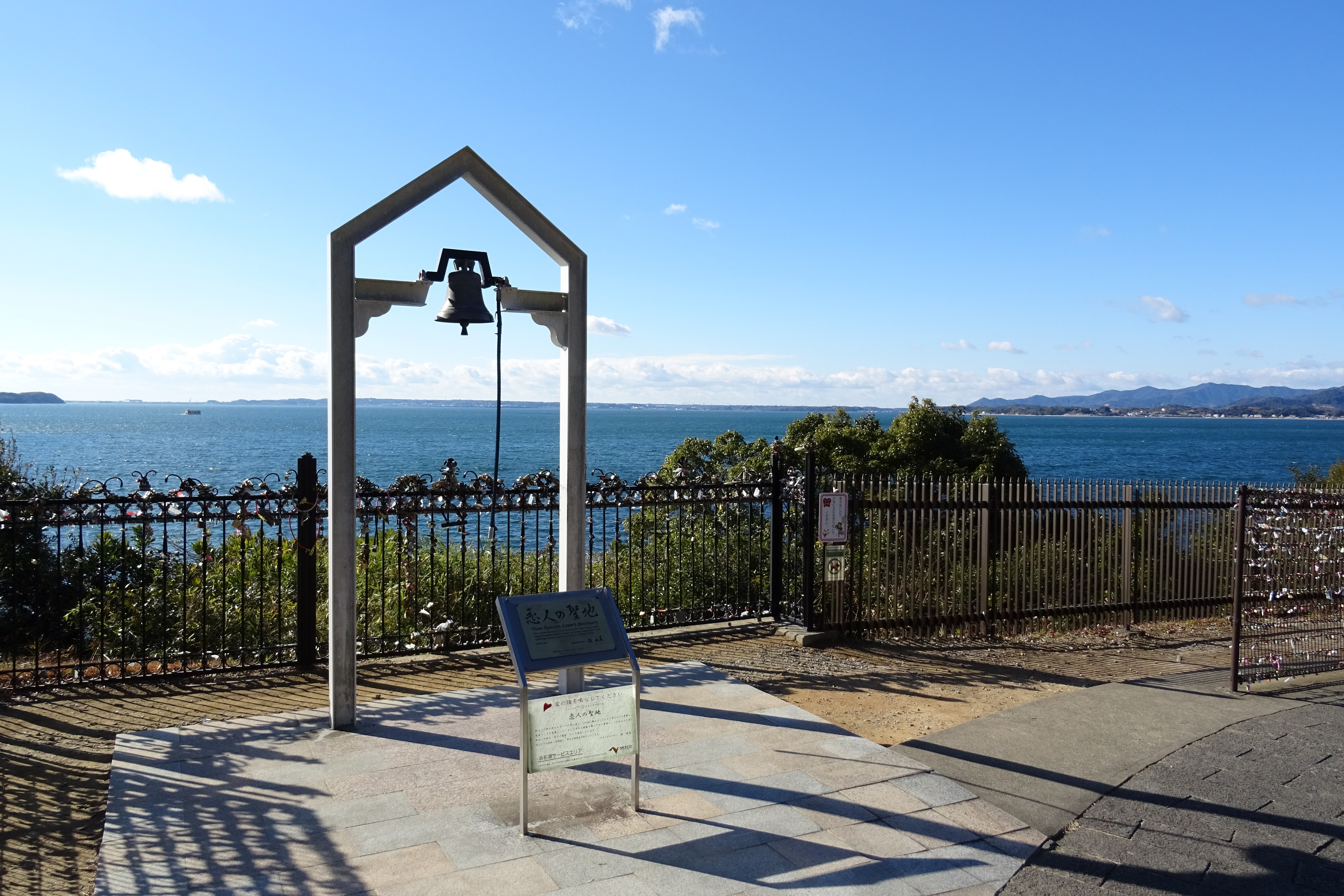
広場内 恋人の聖地

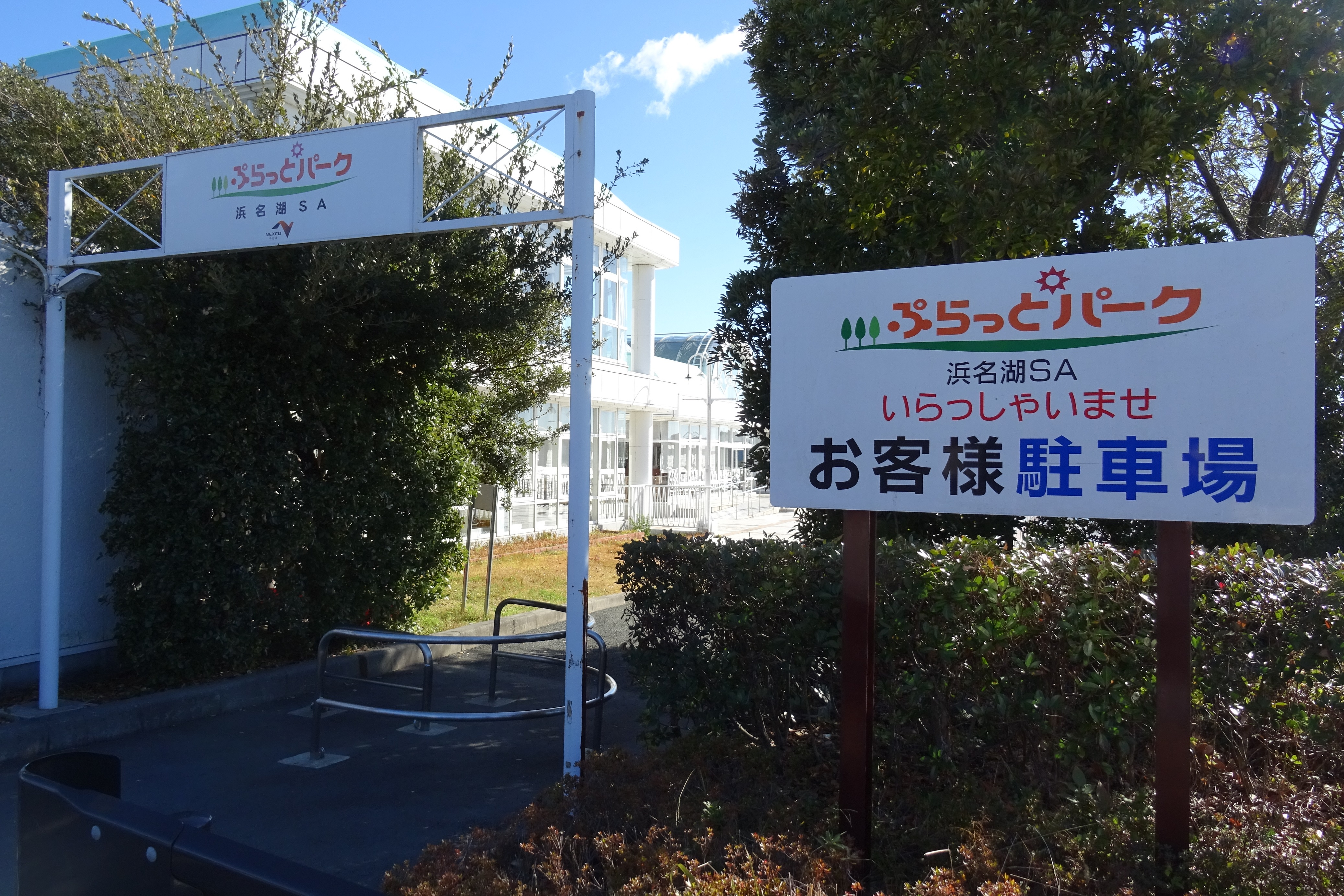
ぷらっとパーク

  - 女性 112(和式12器・洋式100器)
  - 子供用トイレ 大2(洋式2器)・小9器
  - 車椅子トイレ 6器

### 上り線（東京方面）
- 駐車場
  - 大型 32台
  - 小型 210台
  - 身障者用
    - 大型 1台
    - 小型 5台
- ガソリンスタンド（出光興産（西日本宇佐美）、24時間）[8]
- 給電スタンド（24時間）[8]

### 下り線（名古屋方面）
- 駐車場
  - 大型 35台
  - 小型 273台
  - 身障者用
    - 大型 1台
    - 小型 5台
- ガソリンスタンド（ENEOS（ENEOSウイング）、24時間）[9]
- 給電スタンド（24時間）[9]

### 飲食・物販（上下線共用）
- レストラン[10][11]
  - 湖の見えるフード館
    - 浜名亭（11:00 - 21:00）
- おみやげ[10][11]
  - 東館
    - ショッピングコーナー（24時間）
- テイクアウト[10][11]
  - 湖の見えるフード館
    - 浜鰻（平日 11:00 - 19:00 / 土日・祝日 10:00 - 19:00）
    - スナックコーナー（平日 11:00 - 19:00 / 土日・祝日 10:00 - 19:00）

  - 餃子・ラーメン館[6]
    - 浜松餃子 浜太郎（平日 11:00 - 19:00 / 土日・祝日 10:30 - 21:00）
- フードコート[10][11]
  - 湖の見えるフード館
    - さざなみ（24時間）
    - こはん（24時間）
    - なぎさ（24時間）
    - しおさい（11:00 - 22:00）
    - ゆうなぎ（24時間）

  - 餃子・ラーメン館[6]
    - らーめん 浜名湖そだち（24時間）
    - 浜松餃子 浜太郎（24時間）

  - 別棟
    - スターバックスコーヒー（7:00 - 22:00）
    - サーティワンアイスクリーム（平日 10:00 - 18:00 / 土日・祝日 10:00 - 20:00 / 5月、6月の平日 10:00 - 19:00 / 7月 - 9月の平日 10:00 - 20:00）
- コンビニエンスストア「ファミリーマート」（24時間）[12]
- ぷらっとパーク（駐車場 小型 38台 / 身障者用 3台（上下線合計）、自転車置き場 一般 5台 / ロードバイク用5台）（24時間）[8][9]
- エリア・コンシェルジュ（平日 8:00 - 19:00、土日・祝日 8:00 - 20:00）[8][9]
- 自動販売機[8][9]
- ベビーコーナー[8][9]
- 郵便ポスト[8][9]

## 浜名湖バスストップ
旅客案内上では、東名浜名湖（とうめいはまなこ）と呼ばれる。上下ともサービスエリア内下り線ガソリンスタンドの至近にある。
新東名スーパーライナーを除く東名ハイウェイバス全便が、浜名湖SAでの休憩後に停車する。

### 歴史
- 2002年（平成14年）10月12日 - 開設

### 隣接のバス停など

#### 至近のIC・BSなど
- 三ヶ日BS - 三ヶ日IC - 浜名湖SA - 浜名湖BS - 舘山寺BS

#### 停車するバス
- 東名ハイウェイバス（急行便・特急便）
  - 三ヶ日BS - 浜名湖BS- （バス休憩所・浜名湖サービスエリア）- 館山寺BS
- 同上（超特急便のスーパーライナー）
  - 豊川BS - 浜名湖BS - 浜松北BS

### 交通アクセス
- 天竜浜名湖鉄道天竜浜名湖線 浜名湖佐久米駅から東へ徒歩15分
- 遠州鉄道40 気賀三ヶ日線佐久米東バス停から東へ徒歩20分

## 隣
E1 東名高速道路
(16-2) 浜松西IC - (16-3) 舘山寺BS/スマートIC - 浜名湖SA - (17) 三ヶ日IC